# Villers-aux-Vents
 Villers-aux-Vents  es una población y comuna francesa, en la región de Lorena, departamento de Mosa, en el distrito de Bar-le-Duc y cantón de Revigny-sur-Ornain.

## Demografía
| 126 | 116 | 123 | 109 | 122 | 105 |
| Para los censos de 1962 a 1999 la población legal corresponde a la población sin duplicidades (Fuente: INSEE [Consultar]) |     |     |     |     |     |